# Enric Millo
José Enrique Millo Rocher (Tarrasa, Barcelona, 24 de noviembre de 1960) es un político español del Partido Popular. Actualmente ocupa el cargo de secretario general de Acción Exterior de la Junta de Andalucía.

## Biografía
Es licenciado en Ciencias Económicas y Empresariales por la UAB. Profesor de Economía y Estructuras Organizativas en la UPC (1987-1988), y de la Escuela Superior de Turismo (1987-1989). Ejerció como delegado territorial del Departamento de Trabajo de la Generalidad de Cataluña, en Gerona, entre 1991 y 1995.

## Carrera política
Millo, que inició su carrera política como dirigente de Unión Democrática de Cataluña, ha sido diputado del Parlamento de Cataluña en la V, VI, VIII e IX legislaturas. Fue diputado en el Parlamento por CiU entre 1995 y 2003, y llegó a ser portavoz adjunto del grupo parlamentario convergente entre 1999 y 2003. Posteriormente, y cuando en las elecciones catalanas de 2003 el partido decidió que no fuera cabeza de lista por Gerona, se pasó al PP. Desde 2010 fue portavoz del grupo parlamentario del PPC en el Parlamento hasta 2016.
Ha sido miembro del Comité Ejecutivo del PPC, desde el 2004; secretario ejecutivo de Comunicación Interna del PPC (2006); presidente del PPC de Gerona desde 2008; y vicesecretario de acción política y económica del PPC desde 2012.
Fue la cabeza de lista del PP en Gerona para las elecciones al Parlamento de Cataluña de 2010.
Diputado por Gerona de la XI legislatura del Parlamento de Cataluña, en noviembre de 2016 fue nombrado delegado del Gobierno en Cataluña para sustituir a María de los Llanos de Luna, tomando posesión el día 21. Su mandato acabó el 19 de junio de 2018, cuando fue sustituido por Teresa Cunillera.